# Kumçay, Beşiri
Kumçay là một xã thuộc huyện Beşiri, tỉnh Batman, Thổ Nhĩ Kỳ. Dân số thời điểm năm 2011 là 153 người.